# Comuna de Nielis
Nielisz (polaco: Gmina Nielisz) é uma gminy (comuna) na Polónia, na voivodia de Lublin e no condado de Zamojski. A sede do condado é a cidade de Nielisz.
De acordo com os censos de 2004, a comuna tem 6086 habitantes, com uma densidade 53,8 hab/km².

## Área
Estende-se por uma área de 113,16 km², incluindo:
- área agricola: 80%
- área florestal: 14%

## Demografia
Dados de 30 de Junho 2004:
|                      | Total   | Total | Mulheres | Mulheres | Homens  | Homens |
| -------------------- | ------- | ----- | -------- | -------- | ------- | ------ |
|                      | pessoas | %     | pessoas  | %        | pessoas | %      |
| População            | 6086    | 100   | 3078     | 50,6     | 3008    | 49,4   |
| Densidade (pop./km²) | 53,8    | 100   | 27,2     | 27,2     | 26,6    | 26,6   |

De acordo com dados de 2002, o rendimento médio per capita ascendia a 1215,83 zł.

## Comunas vizinhas
- Izbica, Rudnik, Stary Zamość, Sułów, Szczebrzeszyn, Zamość.